# Ølsted (Halsnæs Kommune)
 For alternative betydninger, se Ølsted. (Se også artikler, som begynder med Ølsted)
Ølsted ligger i Nordsjælland og er en by med 1.932 indbyggere  (2024), beliggende i Ølsted Sogn 51 kilometer nordvest for København. Byen ligger i Halsnæs Kommune og i Region Hovedstaden.

## Historie
Ældste bygning er Ølsted Kirke, som er opført cirka år 1100.
Byen har en velholdt rytterskole, bygget i 1721-27. Den bruges i dag som kirkekontor.

## Faciliteter
På grund af Ølsteds afstand til større byer og på grund af sin alder, har den lille by en del faciliteter, bl.a.:
- En SuperBrugsen fra 1907
- En Nettobutik fra 2006
- Ølsted Kro, en flerstjernet kro, bygget i stilen fra det 19. århundrede
- Ølsted Station, en jernbanestation med forbindelse til Hundested, Frederiksværk og Hillerød
- Ølsted  kirke
- En grusgrav (lukket, men tilgængelig) med etableret naturlegeplads, shelter og en scene.
- en flot  strand
- En skole
- Sportsanlæg med en aktiv idrætsforening.
- To børnehaver og vuggestuer samt en legestue
- Udsigt over Arresø og Roskilde Fjord
- Et antal gårde midt inde i byen
- En skatehal for skateboards, inliners og løbehjul.

Der er et større sommerhusområde ved kysten, som hører til byen. Cirka halvdelen af byens befolkning bor i sommerhusområdet.

## Skatehal
Ølsted har en skatehal til skateboard, inliners og løbehjul. Hallen er en af hjemmeværnets aflagte haller, som der er bygget ramper i, og den er placeret ved indkørslen til byen fra Frederiksværk/Hillerød.
Hallen har fået navnet "Olliestedet" efter Ollie, som er navnet på et skateboardtrick. Navnet er blevet kritiseret, fordi hallen er åben for andre brugere end folk, der kører på skateboard, og et mere neutralt navn som "Stalden" er blevet foreslået men nedstemt.
Hallen har også en hjemmeside, som vedligeholdes af dem, der bruger den.

## Eksterne links
- Uofficiel Ølsted hjemmeside
- Ølsted Arkiveret 21. november 2007 hos  Wayback Machine info (nyheder fra byen)
- Ølsted sogn
- Ølsted skole Arkiveret 24. september 2005 hos  Wayback Machine
- Ølsted Idrætsforening
- Ølsted IF Fodbold
- Ølsted Skatehal
- Ølsted Høstrevy Arkiveret 19. juli 2011 hos  Wayback Machine